# 小行星5525
小行星5525（英語：5525）是一颗围绕太阳公转的小行星。1991年10月15日，川里信弘在上野原市发现了此天体。
这颗小行星的绝对星等为343.2267178109915等。